# Baron Berwick
Baron Berwick, of Attingham in the County of Shrewsbury, war ein erblicher britischer Adelstitel in der Peerage of Great Britain.
Der Titel wurde am 19. Mai 1784 für den Politiker Noel Hill geschaffen.
Der Titel erlosch schließlich beim Tod von dessen Ururenkel, dem 9. Baron, am 27. Januar 1953.

## Liste der Barons Berwick (1784)
- Noel Hill, 1. Baron Berwick (1745–1789)
- Thomas Hill, 2. Baron Berwick (1770–1832)
- William Noel-Hill, 3. Baron Berwick (1773–1842)
- Richard Noel-Hill, 4. Baron Berwick (1774–1848)
- Richard Noel-Hill, 5. Baron Berwick (1800–1861)
- William Noel-Hill, 6. Baron Berwick (1802–1882)
- Richard Noel-Hill, 7. Baron Berwick (1847–1897)
- Thomas Noel-Hill, 8. Baron Berwick (1877–1947)
- Charles Noel-Hill, 9. Baron Berwick (1897–1953)